# Hurley (Misisipi)
Hurley es un lugar designado por el censo del Condado de Jackson, Misisipi, Estados Unidos. Según el censo de 2010, en ese momento tenía una población de 1,551 habitantes. Tiene una población estimada, en 2019, de 1,292 habitantes.

## Demografía
Según el censo de 2000, había 985 personas, 331 hogares y 278 familias residiendo en la localidad. La densidad de población era de 73,8 hab./km². Había 348 viviendas con una densidad media de 26,1 viviendas/km². El 97,36% de los habitantes eran blancos, el 0,91% afroamericanos, el 0,51% asiáticos y el 1,22% pertenecía a dos o más razas.
Según el censo, de los 331 hogares en el 43,8% había menores de 18 años, el 69,5% pertenecía a parejas casadas, el 11,8% tenía a una mujer como cabeza de familia, y el 16,0% no eran familias. El 13,9% de los hogares estaba compuesto por un único individuo, y el 6,9% pertenecía a alguien mayor de 65 años viviendo solo. El tamaño promedio de los hogares era de 2,96 personas y el de las familias de 3,27.
La población estaba distribuida en un 29,2% de habitantes menores de 18 años, un 8,4% entre 18 y 24 años, un 29,2% de 25 a 44, un 24,2% de 45 a 64, y un 8,9% de 65 años o mayores. La media de edad era 35 años. Por cada 100 mujeres había 89,8 hombres. Por cada 100 mujeres de 18 años o más, había 89,9 hombres.
Los ingresos medios por hogar en la localidad eran de 46.042 dólares ($), y los ingresos medios por familia eran 50.909 $. Los hombres tenían unos ingresos medios de 51.136 $ frente a los 20.326 $ para las mujeres. La renta per cápita para la ciudad era de 18.761 $. El 6,9% de la población y el 6,2% de las familias estaban por debajo del umbral de pobreza. El 7,7% de los menores de 18 años y el 7,9% de los habitantes de 65 años o más vivían por debajo del umbral de pobreza.

## Geografía
Según la Oficina del Censo de los Estados Unidos, la localidad tiene un área total de 13,34 km².